# استاگیرا (آکانتوس)
استاگیرا (به لاتین: Stagira-Akanthos) یک منطقهٔ مسکونی در یونان است که در مقدونیه مرکزی واقع شده‌است.